# Crimond Parish Church

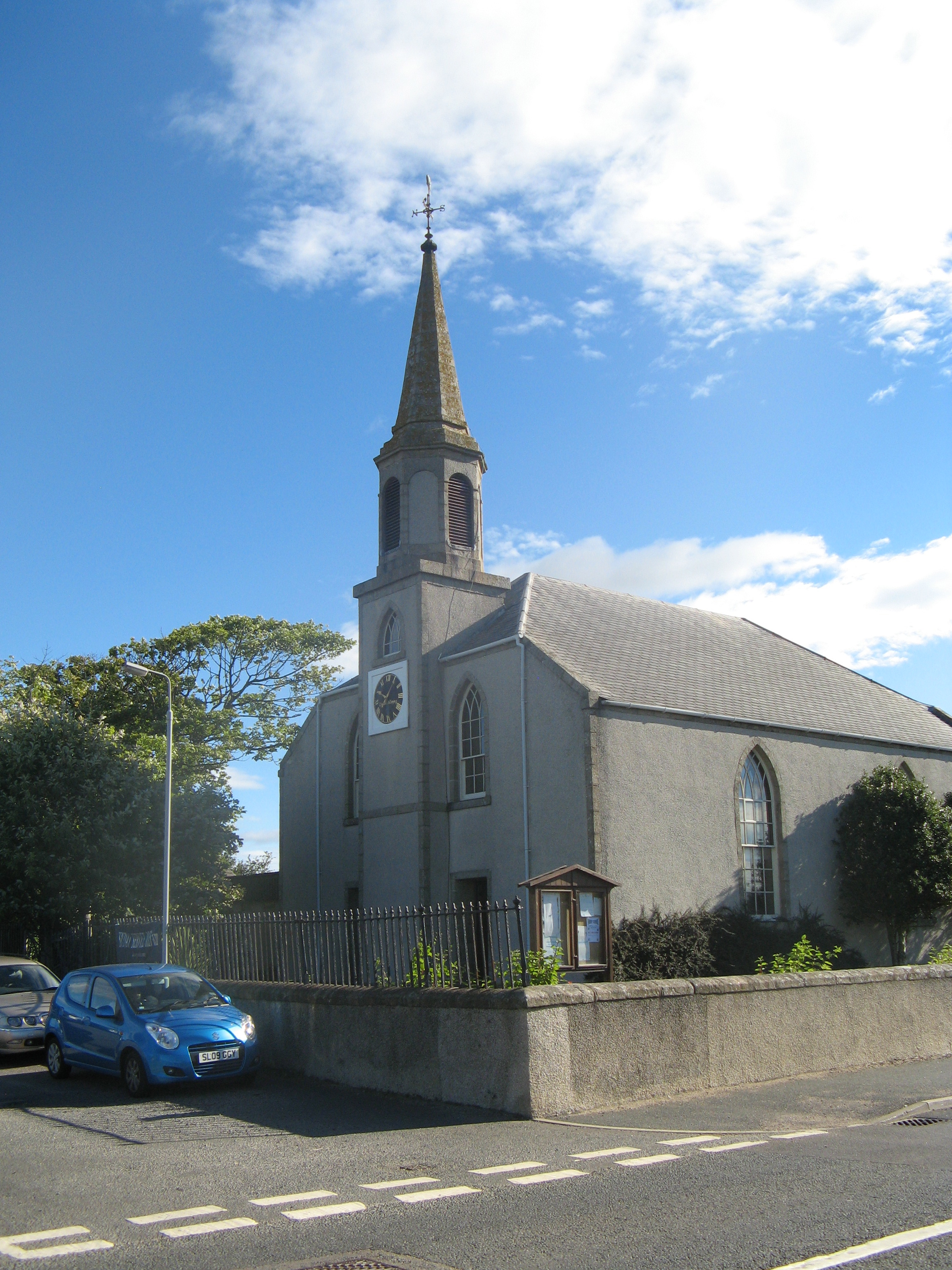
Crimond Parish Church

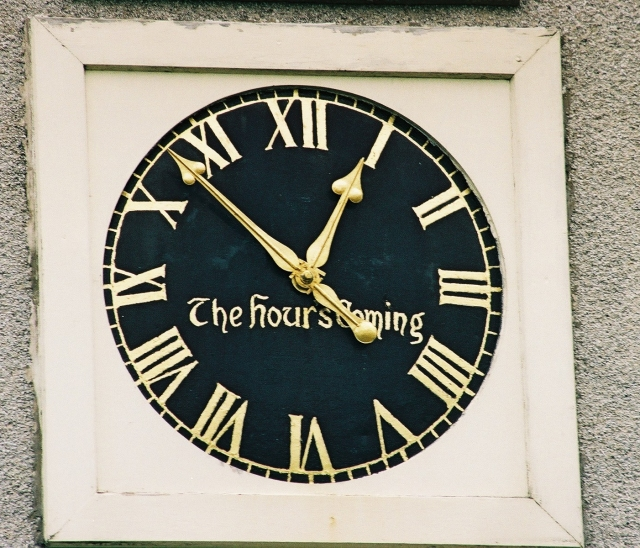
Turmuhr mit fünf Minutenstrichen zwischen der 11 und 12

Die Crimond Parish Church ist eine Pfarrkirche der presbyterianischen Church of Scotland in der schottischen Ortschaft Crimond in der Council Area Aberdeenshire. 1971 wurde das Bauwerk in die schottischen Denkmallisten in der höchsten Denkmalkategorie A aufgenommen.

## Geschichte
Die erste Kirche am Standort entstand möglicherweise bereits im Jahre 1262 durch Bishop Richard de Potton, Bischof von Aberdeen. Die mittelalterliche Kirche wurde mit dem Bau der heutigen Crimond Parish Church obsolet. Heute sind nur noch Fragmente der Außenmauern erhalten.
Die heutige Pfarrkirche wurde im Jahre 1812 errichtet. 1854 wurde eine Sakristei ergänzt und der Innenraum 1895 überarbeitet. Zehn Jahre später wurde der Innenraum vollständig modernisiert.

## Beschreibung
Das neogotische Kirchengebäude steht im Ortszentrum an der Hauptverkehrsstraße (A90). Die Fassaden des länglichen Gebäudes sind mit Harl verputzt, wobei Gebäudeöffnungen und -kanten mit Granit abgesetzt sind. An der Westseite ragt ein kleiner Glockenturm mit spitzem Helm auf. Mit Ausnahme eines Fensters an der Ostseite, ist noch das ursprüngliche Glas erhalten. Im Inneren ruhen Galerien auf dorischen Säulen.
Die Turmuhr zeigt die Inschrift „The Hour’s Coming“. Auf Grund eines Fabrikationsfehlers zeigte das Ziffernblatt zwischen den Zahlen 11 und 12 fünf Minutenstriche, woraus optisch eine Stunde mit 61 Minuten resultierte. Im Rahmen des Überarbeitung des Ziffernblatts im Jahre 1949 wurde der überzählige Strich entfernt. Dies führte zu lokalen Protesten, sodass er schließlich wieder hinzugefügt wurde. Seit 1994 treibt ein elektrisches Werk die Uhr an.